# Чемпионат Беларуси по боксу 2019
Чемпионат Белоруссии по боксу 2019 года среди мужчин и женщин проходил в Гомеле 1—6 апреля. Участвовало 96 боксёров, включая 26 женщин. Лучшим тренером чемпионата стал Сергей Пьянов. Лучшей спортсменкой названа Антонина Аксенова, спортсменом — Дмитрий Асанов.

## Медалисты мужчины
| Весовая категория | Золото                                 | Серебро                                  | Бронза                                                          |
| ----------------- | -------------------------------------- | ---------------------------------------- | --------------------------------------------------------------- |
| до 49 кг          | Евгений Кармильчик Гродненская область | Даниил Николаев Минск                    | Владислав Андросов Гомельская область                           |
| до 52 кг          | Эмил Алиев Гомельская область          | Рамил Алиев Гомельская область           | Д. Солоцких Гродненская область Илья Игоренко Витебская область |
| до 56 кг          | Николай Шах Минск                      | Михаил Аземша Гомельская область         | Сергей Ткачёв Витебская область Илья Воробьёв Витебская область |
| до 60 кг          | Дмитрий Асанов Минская область         | Антон Черномаз Могилёвская область       | Сергей Кривицкий Минск Артур Туниев Могилёвская область         |
| до 64 кг          | Егор Курбанов Брестская область        | Вазген Сафарьянц Минск                   | Виталий Мурашко Минская область Марк Маргуж Гродненская область |
| до 69 кг          | Евгений Долголевец                     | Дмитрий Милюша Брестская область         | Евгений Макарчук Минск Никита Бучко Витебская область           |
| до 75 кг          | Вадим Панков Гомельская область        | Виталий Бондаренко Минск                 | Дмитрий Дешкевич Минская область Алексей Дернов Минская область |
| до 81 кг          | Глеб Синькевич Витебская область       | Владимир Чернов Гомельская область       | Вадим Андреев Витебская область Михаил Беляков Минская область  |
| до 91 кг          | Владислав Смягликов Гомельская область | Александр Мельниченко Гомельская область | Илья Ильчук Минск Дмитрий Бондаренко Минск                      |
| свыше 91 кг       | Виктор Чварков Гомельская область      | Дмитрий Доронин Гомельская область       | Максим Козлов Минск Евгений Лазерко Минск                       |

## Медалисты женщины
| Весовая категория | Золото                                  | Серебро                                 | Бронза                                                                       |
| ----------------- | --------------------------------------- | --------------------------------------- | ---------------------------------------------------------------------------- |
| до 48 кг          | Ольга Степаненко Гомельская область     | Дарья Пуйдак Витебская область          | -                                                                            |
| до 51 кг          | Ольга Лущик Минск                       | Яна Бурим Гомельская область            | Ольга Терехова Гродненская область                                           |
| до 54 кг          | Юлия Апанасович Гомельская область      | Анна Тадеуш Могилёвская область         | Милана Нестерович Могилёвская область Ангелина Путицкая Минск                |
| до 57 кг          | Галина Бруевич Гомельская область       | Ульяна Есипенко Витебская область       | Оксана Закревская Гомельская область Вероника Профовьева Могилёвская область |
| до 60 кг          | Алла Яршевич Минск                      | Ярослава Клюйкова Витебская область     | -                                                                            |
| до 64 кг          | Анастасия Обушенкова Гомельская область | Юлия Пученя Минская область             | Ульяна Орлова Витебская область                                              |
| до 69 кг          | Антонина Аксенова Гомельская область    | Алина Вебер Гомельская область          | Александра Якушевич Витебская область                                        |
| до 75 кг          | Виктория Кебикова Гомельская область    | Александра Максименко Витебская область | -                                                                            |
| до 81 кг          | Екатерина Третьяк Минск                 | -                                       | -                                                                            |
| свыше 81 кг       | Екатерина Ковалева Могилёвская область  | -                                       | -                                                                            |